# Andrezé

Andrezé este o comună în departamentul Maine-et-Loire, Franța. În 2009 avea o populație de 1,814 de locuitori.